# Suaeda cucullata
Suaeda cucullata är en amarantväxtart som beskrevs av Paul Aellen. Suaeda cucullata ingår i släktet saltörter, och familjen amarantväxter. Inga underarter finns listade i Catalogue of Life.